# Ruse (by)
Ruse (Russe eller Roussebulgarsk: Русе) er en by i det nordlige Bulgarien. Ruse ligger på Donaus sydlige bred, overfor den rumænske by Giurgiu. Der er broforbindelse mellem de to byer via Giurgiu-Ruse Venskabsbro, som blev åbnet i 1954.
Ruse er Bulgariens 5. største by med ca. 170.000 indbyggere og landets største by langs Donau. Byen ligger omkring 320 km nordøst for hovedstaden Sofia og 200 km vest for Sortehavet. Byen har Bulgariens vigtigste flodhavn. 
Ruse gjaldt i sidste halvdel af 1900-tallet som en af landets mest forurenede byer på grund af udslip fra den kemiske industri, især fra nabobyen Giurgiu, men luftkvaliteten har siden da forbedret sig betydeligt.
Ruse er den østrigsk-engelske, tysksprogede forfatter Elias Canettis fødeby. Canetti fik litteraturnobelprisen i 1981.